# Al-Karkh Sports Club
Al-Karkh Sports Club (em árabe : نادي الكرخ الرياضي ) é um clube esportivo iraquiano com sede em Karkh, Bagdá. Seu time profissional de futebol joga na Primeira Divisão do Iraque , o segundo nível do futebol iraquiano. O estádio do clube é o Estádio Al Karkh .

## História
Fundado em 1963, Al-Karkh não conseguiu chegar à primeira divisão do futebol iraquiano até que foi escolhido para substituir o Al-Rasheed na liga quando o Al-Rasheed foi dissolvido em 1990. Todas as propriedades e bens do antigo clube foram repassados ao Al-Karkh, assim como seus títulos. O Al-Rasheed foi um clubes mais vitoriosos do Iraque até ser dissolvido.

## Títulos

### Internacionais
Liga dos Campeões Árabes: 3 (1958, 1986 e 1987)¹

### Nacionais
- Iraque Premier League: 3 (1987, 1988 e 1999)¹
- Copa da Federação: 2 (1987 e 1988)¹
- Iraq Division One: 2 (1984¹ e 2013²)

Nota 1: Títulos conquistado pelo Al-Rasheed
Nota 2: Título conquistado pelo Al-Karkh